# 秋田県道232号太平山八田線
秋田県道232号太平山八田線（あきたけんどう232ごう たいへいざんはったせん）は、秋田県秋田市を通る一般県道である。

## 概要
秋田市太平八田から路線が始まり、八田川沿いを下流方向に進むと秋田自動車道の手前で秋田県道28号秋田岩見船岡線に合流、秋田市街地方面へ直通する。

### 路線データ
- 総延長 : 6.775 km[2]
- 実延長 : 6.775 km[2]
- 起点 : 秋田県秋田市太平八田字木會石26番[3]北緯39度45分58.48秒 東経140度12分39.28秒
- 終点 : 秋田県秋田市太平八田字藤ノ崎132番1（秋田県道28号秋田岩見船岡線交点）[3]北緯39度44分28.39秒 東経140度10分42.51秒
- 未供用区間 : なし[2]

## 歴史
- 1959年（昭和34年）2月17日 - 秋田県道に認定される[3]。

## 路線状況

### 冬期閉鎖区間
- なし[4]

### 交通不能区間
- なし[5]

## 地理

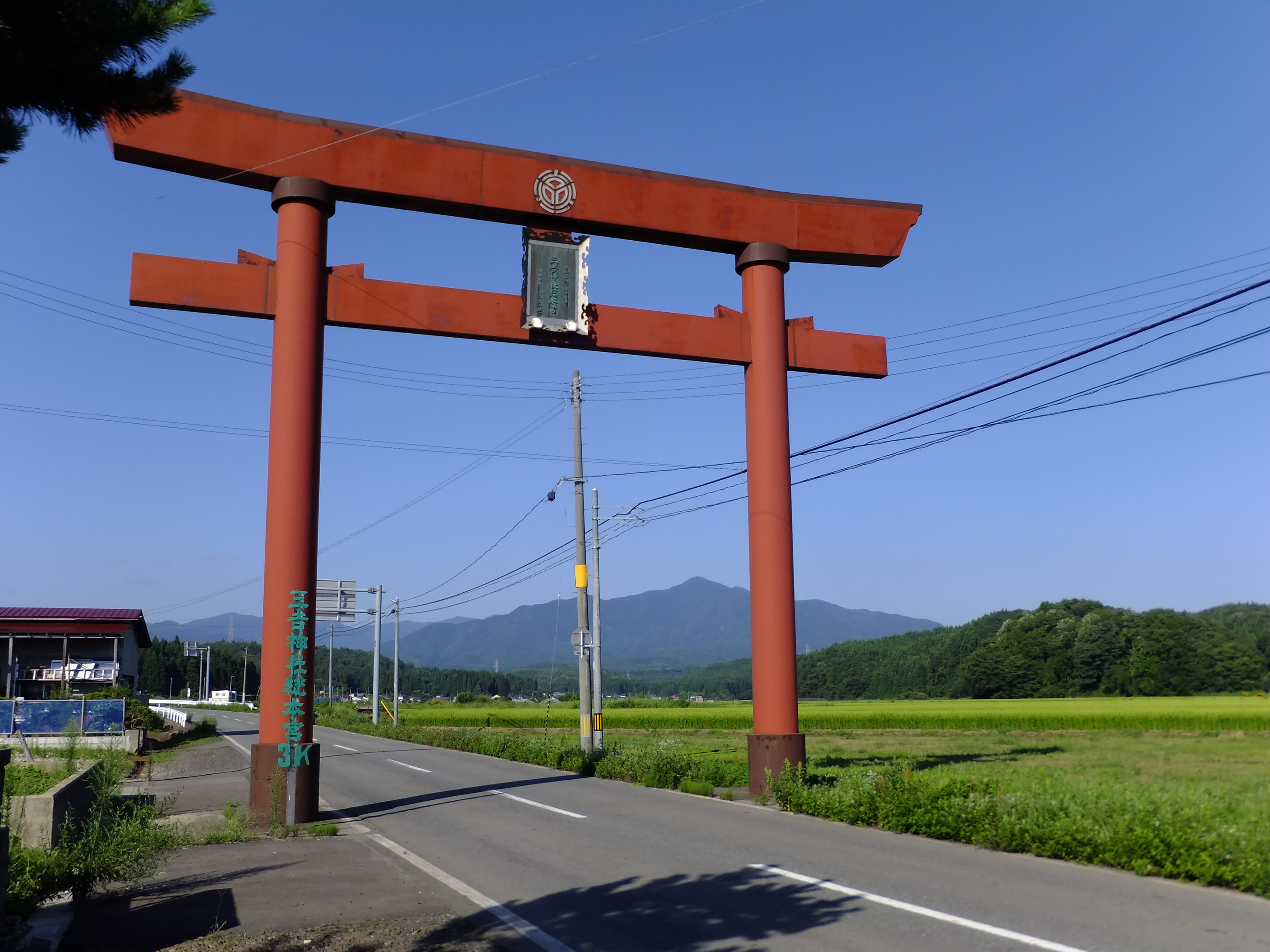
秋田県道232号線に掛かる太平山三吉神社の鳥居（秋田市太平八田）

起点から先は市道に直通しており、太平山スキー場オーパス、太平山リゾート公園へ通じる。

### 交差する道路
| 施設名 | 接続路線名                 | 備考 | 所在地                 |
| ------ | -------------------------- | ---- | ---------------------- |
|        |                            | 起点 | 秋田市太平八田字木會石 |
|        | 秋田県道28号秋田岩見船岡線 | 終点 | 秋田市太平八田字藤ノ崎 |